# Ян Пітерсе
Ян Пітерсе (нід. Jan Pieterse, 29 жовтня 1942) — нідерландський велогонщик.
Олімпійський чемпіон 1964 року в роздільній командній гонці.